# Manlietta crassa
Manlietta crassa è un pesce osseo estinto, appartenente ai perleidiformi. Visse nel Triassico medio (circa 242 - 240 milioni di anni fa) e i suoi resti fossili sono stati ritrovati in Australia.

## Descrizione
Questo pesce era di piccole dimensioni, e non raggiungeva la lunghezza di 10 centimetri. Era dotato di un corpo affusolato dal profilo relativamente elevato e compresso lateralmente. La testa era allungata ma dotata di un muso molto corto, con occhi grandi e fauci fornite di piccoli denti conici. L'apertura boccale non era molto ampia. La pinna dorsale era posta nel terzo posteriore del corpo, opposta obliquamente alla pinna anale, dotata di raggi particolarmente lunghi. La pinna caudale era caratterizzata da un margine posteriore leggermente concavo. Le pinne pettorali erano insolitamente piccole, così come quelle pelviche. 
Le scaglie erano di forma romboidale e ricoperte di ganoina.

## Classificazione
Manlietta è un rappresentante dei perleidiformi, un variegato gruppo di pesci attinotterigi tipici del Triassico. In particolare, Manlietta è stato ascritto con qualche dubbio alla famiglia dei Colobodontidae, comprendente anche forme di grandi dimensioni come Colobodus e Crenilepis. 
Manlietta crassa venne descritto per la prima volta nel 1935, sulla base di resti fossili ritrovati nella zona di Brookvale in Nuovo Galles del Sud, in Australia.

## Paleoecologia
Manlietta probabilmente si nutriva di crostacei e altri piccoli animali. 